# Sony Xperia T

El Sony Xperia T, es un teléfono inteligente de gama alta diseñado, desarrollado y comercializado por Sony Mobile Communications. El dispositivo móvil es de la última generación (3G), que incorpora avances tecnológicos, en cuanto a música, alta definición de imágenes e interconexión entre dispositivos del hogar, entre otras características avanzadas.

## Diseño
El dispositivo Sony Xperia T, ha convertido las líneas rectas y marcadas, y el diseño minimalista en una seña de identidad.
Su textura, es áspera pero agradable al tacto humano e incorpora un diseño en tres colores:gris, negro y blanco. 

## Pantalla
Como otras veces, Sony ha confiado en Reality Display (4,55 pulgadas), con una resolución de 1280x720 pixeles y motor Mobile BRAVIA Engine. Este tipo de pantallas muestran colores naturales, además de una mejor visión en el exterior; aunque por el contrario sus negros no son excesivamente profundos si utilizamos el brillo alto y la visión de la pantalla se resiente con los ángulos de visión.

## Hardware
El Sony Xperia T incorpora una plataforma de hardware con procesador Qualcomm Snapdragon S4 de doble núcleo a 1.5 GHz, aunque no es la versión Pro que sí encontramos en el Xperia SP. La potencia en el Xperia T no es lo que más deba preocuparnos, pues la versión de Android 4.1.2 personalizada por Sony funciona fluidamente. Sin embargo, seguramente se advertirá un pequeño lag en el escritorio que no está presente si usamos un launcher alternativo.

## Software
La interfaz que Sony ha preparado no es excesivamente intrusiva, y la mayoría de sus añadidos se centran en lo puramente estético, además de ciertas funcionalidades extra como los temas y un gestor de mini aplicaciones flotantes que podremos usar en momentos puntuales sin necesidad de cerrar la aplicación que estemos usando en cada momento.
Las certificaciones PlayStation y los añadidos multimedia no faltan en el Xperia T, con mejoras de sonido xLoud y ClearAudio+ y el motor BRAVIA para los vídeos. Todo ello asegura una calidad en reproducción multimedia mejor. Para aprovechar al máximo de este teléfono inteligente, Sony a puesto a disposición de todo el mundo el Manual de Usuario Oficial.

## Cámara
El terminal cuenta con dos cámaras. La principal (trasera) es de 13 megapíxeles, sensor Exmor R, con enfoque automático, zum digital de 16 aumentos, estabilizador de imagen y flash LED por pulsos. Además presenta opciones avanzadas como las que puedan tener las cámaras compactas, por ejemplo geoetiquetado, control ISO, filtros, HDR, modo automático y escenas y grabación de vídeo FullHD a 1080p@30fps.
La cámara frontal es ideal para realizar videollamadas y selfies, puesto que es de 1.3Mp y graba también en HD, en este caso a 720p.